# Rasagilin
Rasagilin är en substans i ett läkemedel som bromsar upp förloppet i Parkinsons sjukdom. Rasagilin hämmar enzymet monoaminoxidas typ B som är ett enzym som inaktiverar vissa substanser i det centrala nervsystemet bland annat dopamin. Monoaminoxidashämmare typ B förkortas även MAO-B och en hämning av MAO-B tenderar att återställa dopaminnivåerna i hjärnan mot de normala värden vilket är gynnsamt vid Parkinsons sjukdom då dopaminnivåerna är väldigt låga. Substansen rasagilin framtogs av det isreaeliska biotech-företaget Teva i samarbete med det danska läkemedelsföretaget Lundbeck. 

## Studier
404 patienter med Parkinsons sjukdom inkluderades i en dubbelblind och randomiserad studie med parallella grupper med hjälp av placebo och rasagilin. Patienterna fick antingen placebo i sex månader och därefter rasagilin 2mg/dag i sex månader eller rasagilin 1 eller 2 mg/dag i ett helt år. Genom att mäta förändringar av poängskalan Unified Parkinson's Disease Rating Scale från undersökningens start och till tolv månader kunde behandlingen utvärderas och analyseras. Unified Parkinson's Disease Rating Scale är en skala som används för att följa förloppet av Parkinsons sjukdom som består av 6 olika delar: 
1. Humör och beteende.
2. Verksamhet i dagliga livet som tal, svälja och rörlighet.
3. Utvärdering av motorik.
4. Utvärderingar av komplikationer av terapi.
5. Hoehn och Yahr skalan, svårighetsgraden av Parkinsons sjukdom.
6. Schwab och England skalan över dagliga aktiviteter.

Efter att resultatet utvärderats enligt poängskalan gick det att se att patienter som fått rasagilin 2mg/dag i ett år hade utmärkande mindre ökning på poängskalan jämfört med dem som först fick placebo i sex månader och därefter rasagilin 2mg/dag i sex månader. Även de patienter som fick rasagilin 1mg/dag under ett år hade signifikant mindre ökning på poängskalan jämfört med dem som först fick placebo och sen rasagilin. 